# Текс (комікс)
«Текс: Месник» (італ. «Tex: Il Vendicatore») — комікс у форматі графічного роману, який описує пригоди на Дикому Заході однойменного героя. Комікс було опубліковано у 2017 році видавництвом Sergio Bonelli Editore. У грудні 2018 року видавництво Fireclaw, випустило комікс у форматі з твердою палітуркою українською, анонс та презентація якого відбулися на гучній події для поціновувачів ґік-культури Comic Con Ukraine.

## Українські видання
| # | Назва        | Оригінальна назва               | Дата публікації                        | Сторінки      |
| - | ------------ | ------------------------------- | -------------------------------------- | ------------- |
| 1 | Н/Д          | Tex: L'eroe e la leggenda       | - - 17 лютого 2015                     | - - 48        |
| 2 | Н/Д          | Tex: Frontera!                  | - - 25 вересня 2015                    | - - 48        |
| 3 | Н/Д          | Tex: Painted Desert             | - - 24 лютого 2016                     | - - 48        |
| 4 | Н/Д          | Tex: Sfida nel Montana          | - - 24 вересня 2016                    | - - 48        |
| 5 | Н/Д          | Tex: Gli sterminatori           | - - 23 лютого 2017                     | - - 48        |
| 6 | Текс: Месник | Tex: Il Vendicatore             | - - 16 вересня 2017 - - 20 жовтня 2019 | - - 48 - - 52 |
| 7 | Н/Д          | Tex: Giustizia a Corpus Christi | - - 23 лютого 2018                     | - - 48        |
| 8 | Н/Д          | Tex: Cinnamon Wells             | - - 18 вересня 2018                    | - - 48        |
| 9 | Н/Д          | Tex: L'uomo dalle pistole d'oro | - - 28 лютого 2019                     | - - 48        |

### Текс: Месник
На берегах мексиканської Ріо-Гранде Текс вчинив правосуддя над вбивцями свого батька, але можновладні спільники вже призначили за його голову винагороду. Постійно ухиляючись від куль корумпованих чиновників та продажних шерифів, молодий ковбой у лютому відчаї знову перетинає кордон у пошуках Хуана Кортіни. Приготуйтесь до безрозсудних пригод на палаючих землях Дикого Заходу, що не дають перевести подих!
У видання входить Tex: Il Vendicatore (2017). 52 сторінки.